# Uitbesteding
Uitbesteding is de uitvoering van een proces als gevolg van een strategische keuze door een organisatie, om één of meer bedrijfsactiviteiten uit te besteden aan een dienstverlenende onderneming of toeleverancier.

## Beschrijving
Van uitbesteding is sprake zodra een organisatie uitvoering geeft aan haar strategische besluit om de inzet van een deel van de eigen medewerkers, organisatiemiddelen en/of geïnvesteerd vermogen voor de uitvoering van ondersteunende bedrijfsprocessen niet (langer) noodzakelijk of gewenst is om de bedrijfsdoelstelling(en) na te streven. De uitbestedende organisatie zal dan een externe dienstverlener of toeleverancier contracteren om de betreffende taken in het vervolg uit te voeren. Bij voorkeur wordt een partij gekozen voor wie de activiteiten in kwestie juist tot de kernactiviteiten behoren. Er ontstaat dan een nieuwe zakelijke relatie tussen twee organisaties: de uitbestedende partij en haar toeleverancier, dienstverlener, serviceprovider, uitbestedingspartner. Veel voorkomende uitbestedingen betreffen de kantine, beveiliging, schoonmaak, onderhoud aan gebouwen of machinepark, ICT-beheer, wagenpark, salarisadministratie, opslag en distributie van grondstoffen, halffabricaten en goederen (logistiek), marketing, callcenter, debiteurenbeheer, after-salesdienstverlening en het produceren van een halffabricaat.
Aan het einde van de jaren negentig en aan het begin van de 21e eeuw werd uitbesteding een erg populaire strategie onder bedrijven. Er ontstond een trend waarbij veel bedrijven de strategische keuze maakten om terug te gaan naar activiteiten die zijzelf als kerntaken beschouwden, en voor niet-kerntaken gebruik gingen maken van extern aangeboden productiecapaciteit. Geldt dat de uitbestedende organisatie zowel in de profit-sector als in de non-profit-sector actief kan zijn, dienstverlenende of toeleverende organisaties zijn typisch commerciële ondernemingen.

## Beoogde voordelen
De trend tot uitbesteding werd gevoed door strategische overwegingen achter de keuze tot uitbesteding, met het oog op te behalen voordelen van kwalitatieve en kwantitatieve aard:
- in plaats van zelf te voorzien in de beschikbaarheid van gekwalificeerd personeel, kan door middel van uitbesteding de zorg voor voldoende gekwalificeerde medewerkers verlegd worden naar een dienstverlener.
- de flexibiliteit van de eigen organisatie wordt vergroot zodra een dienstverlener of toeleverancier in de arm wordt genomen voor het verrichten van activiteiten die ondersteunend zijn aan het uitvoeren van kerntaken. Eigen personeel ontslaan is niet altijd gemakkelijk en kost soms veel geld, terwijl het beëindigen van de contractuele relatie met een dienstverlener aan het einde van de contractperiode geen enkel probleem oplevert.
- het nastreven van een hoog kwaliteitsniveau kan een impuls krijgen door een dienstverlener of toeleverancier in te schakelen. In plaats van eigen personeel een opleidingstraject te bieden gevolgd door een jarenlange termijn om ervaring op te bouwen, kan bij een dienstverlener de vereiste kwaliteit "gewoon" worden ingekocht, verondersteld dat kwaliteitscriteria onderdeel vormen van de contractueel vastgelegde afspraken en key performance indicators.
- door uitbesteding komt vaak een behoorlijke som geïnvesteerd vermogen vrij omdat bedrijfsmiddelen (machines, gebouwen, transportmiddelen etc) kunnen worden afgestoten. Daardoor stijgt de liquiditeitspositie en solvabiliteit van de onderneming zonder dat de winstgevendheid verandert als gevolg van een rendabeler verkoop van producten of diensten. Het op deze wijze vrijgekomen vermogen kan worden aangewend voor overnames, voor het aflossen van een duur krediet, voor een extra investering in Onderzoek & Ontwikkeling, inkoop van eigen aandelen (beursgenoteerde ondernemingen), en andere keuzes die de rentabiliteit en groei van de ondernemingen op de lange termijn borgen of vergroten.
- voor beursgenoteerde ondernemingen komt daarbij de overweging dat uitbesteden vaak een gunstige invloed heeft op de aandeelhouderswaarde, die mede bepaald wordt door factoren als solvabiliteit en rentabiliteit (wpa, winst per aandeel). Door de globalisering van de economie is het voor bedrijven bovendien belangrijk zo sterk mogelijk te staan in de eigen marktsector, en om de eigen positie dan wel de positie die de onderneming nastreeft in de markt te versterken, wordt een ingreep als uitbesteding mede aangegrepen om de 'economische gezondheid' van de onderneming in positieve zin te beïnvloeden.

Alle factoren bij elkaar genomen is het niet mogelijk om financiële voordelen altijd exact te benoemen. Zij het zo dat de uitbestedende partij het voordeel heeft dat een gespecialiseerd bureau taken soms goedkoper (volume) of beter kan uitvoeren. Echter deze partij heeft een noodzaak om winst te maken, waardoor de uiteindelijke kosten voor de verleende diensten soms ook hoger uit zullen vallen. Voor overheidsorganisaties komt daar nog eens de btw bij die zij niet terug kunnen vorderen zoals een commerciële organisatie. Gemeenten kunnen weliswaar gebruikmaken van het btw-compensatiefonds maar voor de rijksoverheid is dat niet mogelijk. Dat overheidsorganisaties in weerwil van deze additionele kostenpost toch voor uitbesteding kiezen komt of door exceptioneel grote te verwachten besparingen, of door de te behalen kwalitatieve voordelen. Zodra de omvang van het ambtenarenapparaat slinkt door uitbesteding is dat voor sommige politieke partijen bovendien een extra kwalitatief argument.

## Voorbeelden
Een aantal voorbeelden van uitbesteding zijn:
- Een bedrijf besluit om haar website niet meer te laten beheren door de eigen systeembeheerder. Het sluit daarom een overeenkomst met een gespecialiseerd internetbureau, en besteedt daaraan alle activiteiten met betrekking tot vormgeving, redactie, technisch beheer en contentmanagement uit. Het bedrijf kan zich nu specifiek richten op haar kerntaak. De achterliggende motivatie van deze stap is dan bijvoorbeeld dat de eigen systeembeheerder prima in staat was om het technisch beheer van de website te doen, maar geen professionaliteit kon bieden in vormgeving, tekstschrijven en marketing. Het vereiste budget voor het beheer van de website zal na uitbesteding ongetwijfeld omhoog moeten, maar daar staat tegenover dat het bedrijf een belangrijke meerwaarde daarvoor terugkrijgt.
- Een zeker installatiebedrijf besluit dat haar 40 installatiemonteurs over degelijke, betrouwbare en tegelijk representatieve vervoermiddelen dienen te beschikken. De huidige bestelbusjes houden de verantwoordelijke functionaris twee dagen per week aan het werk om alle administratieve zaken af te wikkelen, het reguliere onderhoud of eventueel tussentijdse reparaties in overleg met de garage te plannen, ervoor te zorgen dat er zo mogelijk vervangend vervoer van passend kaliber beschikbaar is om het personeel op tijd op de bouwplaats te laten arriveren. Na uitbesteding aan een autoleasemaatschappij hoeft het installatiebedrijf in het vervolg slechts eenmaal per maand een factuur te betalen, is vervangend vervoer bij reparatie of ongeval gegarandeerd, en is er een vaste contactpersoon bij de leasemaatschappij die alle organisatorische problemen oplost. De directe voordelen zijn dan dat de verantwoordelijke functionaris twee dagen per week over heeft voor ander werk, de productiviteitsverliezen door gemiste werkuren wegens ontbreken van vervangend vervoer zijn geëlimineerd, het risico op onvoorziene kostenposten is weg, het geïnvesteerde vermogen in de eigen busjes komt vrij voor andere doeleinden en er hoeft geen deel van de winst bestemd te worden voor vervanging. En als alle kostenposten (niet alleen de facturen) voorafgaand aan de uitbesteding bij elkaar opgeteld worden is de kans aanzienlijk dat dit op jaarbasis meer blijkt te kosten dan de bedragen die aan de autoleasemaatschappij betaald moeten worden.
- Een kabelexploitant besluit om de 10.000 gesprekken die ze per dag ontvangt van klanten uit te besteden aan een facilitair callcenter. Hierbij geeft ze de medewerkers van het facilitair callcenter toegang tot haar klantsystemen en de mogelijkheid monteurs aan te sturen en problemen af te melden. Na uitbesteding hoeft de kabelexploitant geen zorgen meer te hebben over het opvangen van pieken in het belverkeer of roostering van telefonistes. In plaats van een budget op te stellen voor een compleet callcenter, hoeft de kabelexploitant voortaan alleen nog rekening te houden met een prijs per call. Het facilitaire callcenter kan door schaalvoordelen goedkoper opereren dan de kabelexploitant. Ook wordt om de kwaliteit te garanderen van het klantcontact een onafhankelijke derde partij ingehuurd, die steekproefgewijs meeluistert met de gesprekken die namens de kabelexploitant worden gevoerd. Deze partij controleert ook de juistheid van logging en de juistheid van de aansturing van de monteurs. Dit hele proces wordt transactiemonitoring genoemd. Ten slotte wordt een bonus-malusregeling getrokken met het facilitaire callcenter, opdat bij verminderde kwaliteit de prijs per gesprek daalt en bij verhoogde kwaliteit de prijs per gesprek stijgt.

## Gevolgen voor werknemers
Het is bij veel bedrijven populair om zaken als wagenparkbeheer, beveiliging, receptie, het bedrijfsrestaurant en de automatisering uit te besteden. Als gevolg van uitbesteding gaan in de Nederlandse en Belgische situatie personeelsleden vaak tezamen met hun werk mee naar de partij die het werk heeft aangenomen en voortaan gaat uitvoeren. Dat kan voor werknemers belangrijke gevolgen hebben, zowel in positieve als in negatieve zin, omdat arbeidsvoorwaarden niet noodzakelijkerwijs hetzelfde blijven.
- Beloningsstructuren kunnen verschillend zijn: dat kan voor ieder persoonlijk negatief of juist positief uitpakken.
- carrièreperspectieven zijn bij de dienstverlener/toeleverancier anders: meer specialisatie of een grotere organisatie met perspectief op een leidinggevende functie.
- Bij een gespecialiseerde dienstverlener is doorgaans meer aandacht voor het opleiden en bijscholen van personeel: die specialisatie moet immers worden onderhouden.
- Bij de externe dienstverlener ontstaan vaak kansen om bij diverse klanten actief te kunnen zijn. Daar tegenover staat dat woon-werkverkeer mogelijk toeneemt.

Harmonisatie van arbeidsvoorwaarden is vaak een moeizaam traject dat soms meerdere jaren kan duren. Wanneer een gespecialiseerd bedrijf via een of meerdere uitbestedingstrajecten personeelsleden heeft overgenomen, ontstaat een ingewikkelde opgave om die verscheidenheid aan arbeidsvoorwaarden te harmoniseren. Indien uniformeren niet geheel lukt omdat de verschillen te groot zijn, worden doorgaans door vakbonden of ondernemingsraad compensatieregelingen bedongen voor het overgenomen personeel. Ook pensioenreparaties kunnen aan de orde zijn. Neem bijvoorbeeld werknemers van overheidsinstellingen die als ambtenaar een voorwaardelijke toezegging hebben op extra inkoop van pensioen, mits men bij het overheidspensioenfonds (ABP) blijft. Externe dienstverleners brengen hun werknemerspensioenen onder bij andere partijen, die vrijwel altijd minder riante regelingen kennen. Dergelijk verschil in pensioen zal in principe op een of andere wijze worden gerepareerd, maar kan een aanzienlijke kostenpost vormen.

## Out- en insourcing
Soms wordt 'uitbesteding' ook wel aangeduid met de Engelse term outsourcing of het vernederlandste outsourcen. In een uitbestedingsrelatie zijn er twee partijen te onderscheiden: een uitbestedende organisatie en een externe leverancier (de 'inbesteder'). Wordt er bij de uitbestedende organisatie gesproken over outsourcing (uitbesteding), bij de externe leverancier wordt er juist gesproken over insourcing (inbesteding). Insourcing kan gezien worden als het complement van outsourcing.

## Offshoring
Uitbesteden naar het buitenland kan in verschillende vormen: nearshoring (uitbesteden in de nabijheid, bijvoorbeeld vanuit Nederland naar Polen of Hongarije) en offshore outsourcing (uitbesteden naar een overzees continent). Offshoring naar lagelonenlanden is de nieuwste trend in het begin van de 21e eeuw, met als voornamelijk argument het besparen van kosten. India is een populair land voor offshore outsourcing. Werknemers hebben een goed opleidingsniveau, zijn de Engelse taal goed machtig, maar werken wel tegen lagere kosten dan in de westerse landen.
Sommige bedrijven kennen al een lange historie als het gaat om het wereldwijd onderbrengen van productieprocessen. Philips heeft al in de jaren tachtig bedrijfsonderdelen naar verschillende landen verplaatst.
Tegenwoordig worden er voornamelijk IT-diensten uitbesteed aan lagelonenlanden zoals India. In Nederland zijn er bedrijven die geconcentreerd zijn op het offshore outsourcen van diensten.

## Business process outsourcing (BPO)
Business process outsourcing is het in zijn geheel uitbesteden van een bedrijfsproces aan een ander bedrijf. Een belangrijk doel is de vergroting van de flexibiliteit, wat aanvankelijk nog vooral neerkwam om kostenefficiëntie. Het wordt wel onderverdeeld in backoffice outsourcing en frontoffice outsourcing, of over landsgrenzen heen als offshore outsourcing en nearshore outsourcing. Onderverdeeld op vakgebied wordt er gesproken over KPO (kennisprocessen) en LPO (juridische processen) en ITES-BPO (ICT).

## Risico's van uitbesteding
Naast de vele voordelen van uitbesteding zijn er ook nadelen en zelfs risico's aan verbonden. Het kan namelijk voorkomen dat de leverancier zich niet houdt aan de gemaakte afspraken. De volgende aspecten vormen de meest voorkomende problemen tussen klant en vendor (Clemons 2000, Aron et al. 2005):
- Shirking komt voor wanneer een leverancier systematisch onderpresteert terwijl deze wel volledig betaald krijgt. Een voorbeeld hiervan is meer uren declareren dan daadwerkelijk gewerkt is.
- Poaching komt voor wanneer de leverancier zijn vertrouwenspositie beschaamt door oplossingen ook voor andere klanten te gebruiken of concurrentiegevoelige informatie door te geven of zelf te gebruiken.
- Opportunistic repricing komt voor wanneer een klant na verloop van tijd steeds meer afhankelijk wordt van de vendor. Door deze machtspositie kan de leverancier de financiële condities van het contract willen veranderen. Goede, waterdichte contracten bieden hiervoor deels een oplossing, maar het draait uiteindelijk ook om wederzijds vertrouwen. Voor het creëren van wederzijds vertrouwen is het opbouwen en onderhouden van een goede relatie een vereiste.